# Fables of Faubus
Fables of Faubus ist eine Jazzkomposition von Charles Mingus.

## Der Titel
Mit dem Stück setzte Charles Mingus Orval E. Faubus, Gouverneur von Arkansas, ein Denkmal. 1957 hatte Faubus versucht, die Rassenintegration in der Schule von Little Rock im Staate Arkansas mit Hilfe der Nationalgarde zu verhindern. Wer in der Musik Hinweise auf diese Thematik sucht, wird sie schwerlich finden, wie so oft bei Mingus ist der Titel eine Bezeichnung, spiegelt aber nicht den musikalischen Gehalt wider. Das Stück lag bereits fertig vor, als Gouverneur Faubus in die Schlagzeilen kam. Der Schlagzeuger Dannie Richmond erinnert sich: Am Anfang hatte es noch nicht mal einen Titel ... Eine Nacht spielten wir es, und Mingus fragte: "Nenn mir jemand Lächerliches", und mir fiel nichts Besseres ein, als zu antworten: "Gouverneur Faubus!". Der politische Gehalt wanderte aber in den Sprechgesang ein, der erstmals in der Fassung der Candid-Platte dokumentiert ist.
Im Text heißt es unter anderem: Herrgott, lass sie uns nicht federn und teeren. Herrgott, nie mehr Hakenkreuze. Herrgott, nie mehr Ku Klux Klan. Nenn mir jemand Lächerliches, Dannie? Gouverneur Faubus! Warum ist er so krank und lächerlich? Er will keine integrierten Schulen. Dann ist er ein Depp! Buh!
"Fables of Faubus" wurde von Charles Mingus erstmals auf seiner Columbia-LP Mingus Ah Um von 1959 eingespielt, allerdings in einer Fassung ohne den Text, den die Plattenfirma Columbia nicht veröffentlichen wollte. Im folgenden Jahr findet sich das Stück mit Text als "Original Faubus Fables" auf der Candid-LP Charles Mingus Presents Charles Mingus mit Eric Dolphy. Dies führte dazu, dass diese Platte im Südafrika der Apartheid nicht ausgeliefert werden durfte.
In ausgedehnter und weiterentwickelter Form wurde das Stück 1964 mit Dolphy mehrmals in den USA und regelmäßig auf der Europa-Tournee im April dieses Jahres aufgeführt. Im Laufe der Jahre hat "Fables Of Faubus" seine Gestalt verändert, so enthält die Version vom Herbst 1964 namens  "New Fables" (auf Right Now – Live At The Jazz Workshop) Anspielungen auf andere Mingus-Werke und erinnert insbesondere an Tijuana Moods.

## Auswahl-Diskografie
- Charles Mingus: Mingus Ah Um (Columbia, 1959)
- Charles Mingus: Charles Mingus Presents Charles Mingus (Candid, 1960)
- Charles Mingus: The Great Concert, Paris 1964 (1964)
- Charles Mingus: Mingus In Europe Volume 1 (Enja, 1964)
- Charles Mingus: Right Now: Live at the Jazz Workshop (OJC, 1964)
- Charles Mingus: Duke Ellington' s Sound Of Love (Memo, 1977)

- Pepper Adams: Plays Charles Mingus (FSR, 1963)
- Mingus Amungus: Live in Cuba (Liveforce 1997)